# Luiz Alberto
Luiz Alberto da Silva Oliveira, noto semplicemente come Luiz Alberto (Rio de Janeiro, 1º dicembre 1977), è un ex calciatore brasiliano, di ruolo difensore.

## Carriera

### Club
Cresciuto nelle giovanili del Flamengo, vince la Copa de Oro '96 e nel 2000, dopo 165 presenze e 5 gol passa al Saint-Étienne. Qui gioca 17 partite e l'anno dopo viene acquistato dal Real Sociedad, che nel 2002 lo manda in prestito all'Internacional de Porto Alegre e nel 2003 all'Atletico Mineiro.

## Palmarès

### Club

#### Competizioni nazionali
- Copa de Oro: 1

Flamengo: 1996
- Coppa Mercosur: 1

Flamengo: 1999